# 朝鲜民主主义人民共和国铁道省
朝鲜民主主义人民共和国铁道省（朝鲜语：／），簡稱铁道省，是朝鮮民主主義人民共和國内阁直管部委，專門負責管理朝鮮的鐵路運輸業務。铁道省机关位於平壤市內。

## 历史

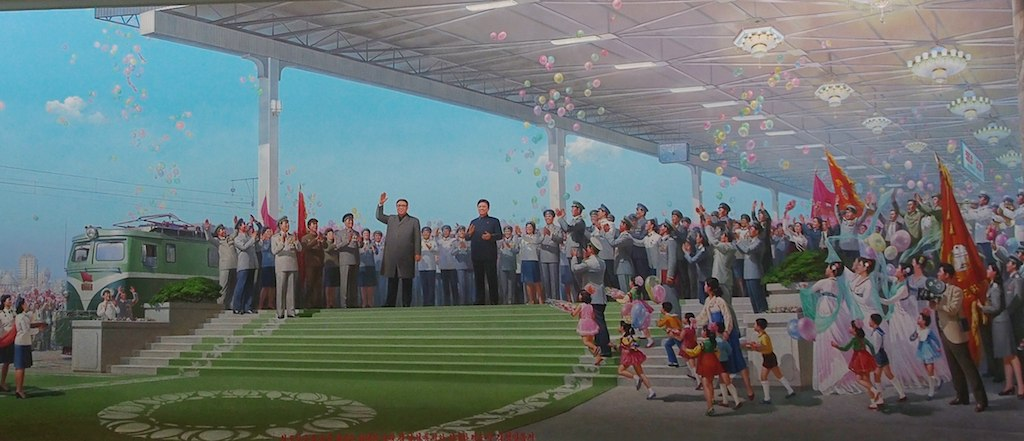
平壤铁路博物馆內的《平壤通車紀念》油畫

朝鲜铁道省之前身為1945年之前的朝鮮總督府鐵道局，其管轄的鐵路範圍繼承了原來的朝鮮總督府鐵道。

## 组织结构

### 内设机构
- 生产指挥局

### 铁路局
- 平壤铁道局
- 价川铁道局
- 沙里院铁道局
- 清津铁道局
- 咸兴铁道局

全国各铁路局下设28个铁路分局。

### 直属机车车辆工业企业
- 金钟泰机车联合企业[註 1]
- “6.4”车辆联合企业[註 2]
- 清津铁路工厂
- 平壤车辆修理厂
- “七六”车辆配件厂

### 直属教学科研机构
- 铁道省科学研究所
- 铁道省设计审查所
- 铁道省新技术推广所
- 机车车辆设计所
- 平壤铁道大学

## 主要铁路线
目前，铁道省管内的鐵道總里程已達6,375（3,961英里）以上，電氣化路線里程已達5,720.5（3,554.6英里），其中包括：
- 1435mm標準軌距铁路：總長6,000（3,700英里）以上，採用直流3000伏供電方式，電氣化區間長度為5,425（3,371英里）以上。
- 762mm軌距铁路：總長375（233英里）以上，採用直流1500伏供電方式，電氣化區間長度為295.5（183.6英里）。

| 路線         | 起讫站                           | 路線長度             | 軌距           |
| ------------ | -------------------------------- | -------------------- | -------------- |
| 平義線       | 平壤站－新義州青年站 －（ 丹东） | 224.8 km（139.7 mi） | 1,435mm 標準軌 |
| 平釜線       | 平壤站－开城站 - （ 都罗山 ）    | 199.3 km（123.8 mi） | 1,435mm 標準軌 |
| 平南線       | 平壤站－南浦站                   | 89.6 km（55.7 mi）   | 1,435mm 標準軌 |
| 平北線       | 定州青年站－青水站 －（ 上河口） | 120.7 km（75.0 mi）  | 1,435mm 標準軌 |
| 平德線       | 大同江站－球場青年站             | 192.3 km（119.5 mi） | 1,435mm 標準軌 |
| 黄海青年線   | 沙里院青年站－海州青年站         | 100.3 km（62.3 mi）  | 1,435mm 標準軌 |
| 甕津線       | 海州青年站－甕津站               | 40.4 km（25.1 mi）   | 1,435mm 標準軌 |
| 平羅線       | 平壤站－羅津站 －（ 哈桑）       | 819.0 km（508.9 mi） | 1,435mm 標準軌 |
| 江原線       | 高原站－平康站                   | 145.1 km（90.2 mi）  | 1,435mm 標準軌 |
| 咸北線       | 清津青年站－羅津站               | 326.8 km（203.1 mi） | 1,435mm 標準軌 |
| 青年伊川線   | 平山站－洗浦青年站               | 146.9 km（91.3 mi）  | 1,435mm 標準軌 |
| 滿浦線       | 順川站－滿浦青年站 －（ 集安）   | 303.4 km（188.5 mi） | 1,435mm 標準軌 |
| 白茂線       | 白岩青年站－茂山站               | 187.4 km（116.4 mi） | 762mm 窄轨     |
| 白頭山青年線 | 吉州青年站－惠山青年站           | 141.6 km（88.0 mi）  | 1,435mm 標準軌 |
| 金剛山青年線 | 元山站－金剛山青年站             | 102.5 km（63.7 mi）  | 1,435mm 標準軌 |

## 拥有车辆

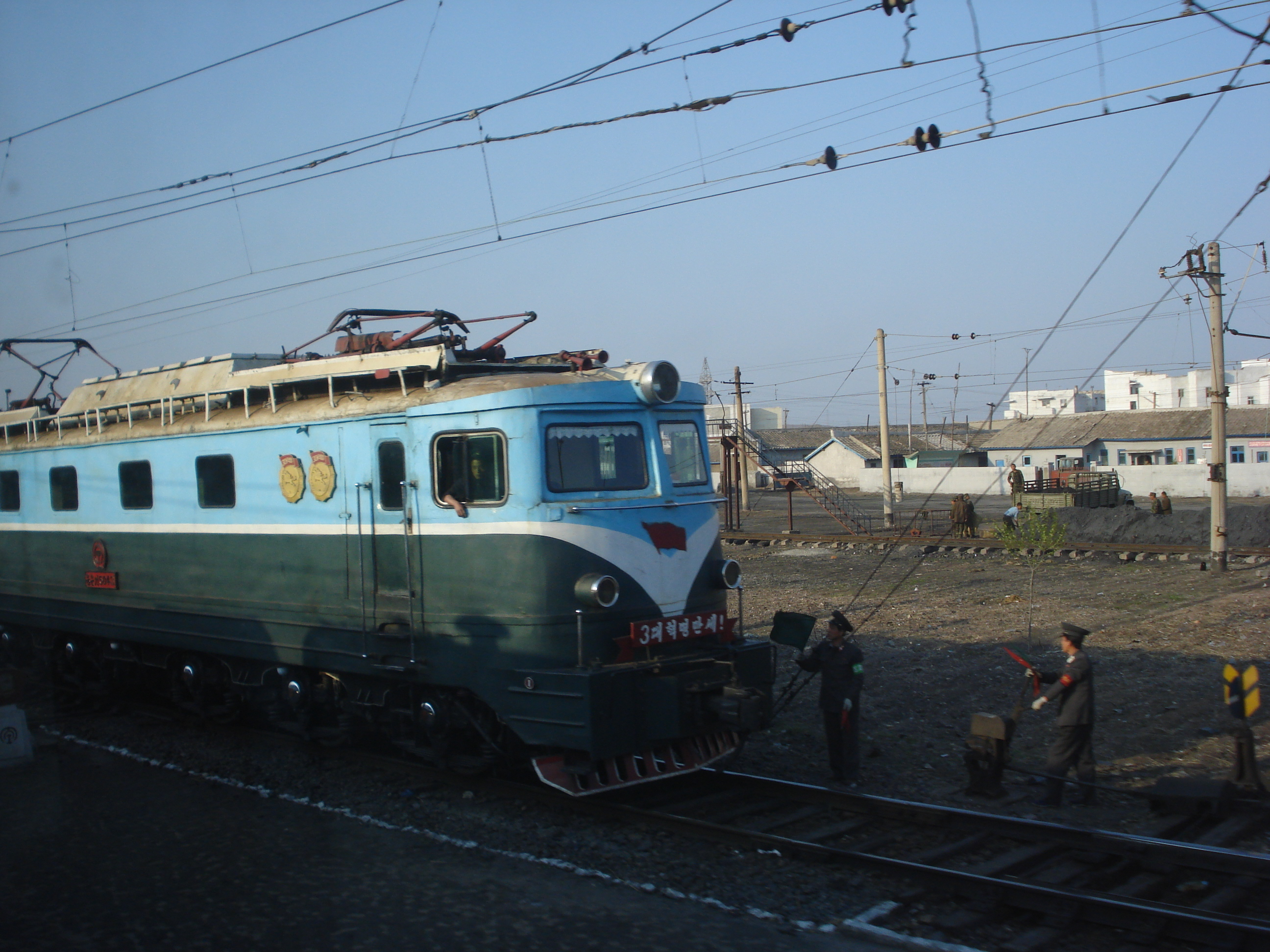
「紅旗1號」5043電力機車

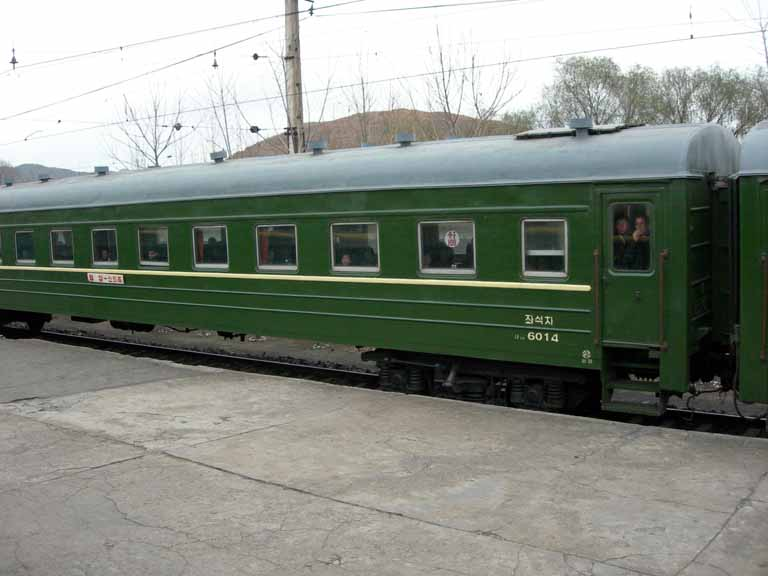
來往於新義州市和平壤的旅客客車

- 红旗号
- 红旗1号
- 红旗2号
- 红旗6号
- 红旗7号
- 万景台号
- 强行军号（M62型柴油机车改装电力机车）
- 主体号
- 平壤地铁DK4型电动车组
- 平壤地铁Gl型电动车组
- 东风4型柴油机车
- 东风4C型柴油机车
- 东风5型柴油机车
- 东方红3型柴油机车
- 北京型柴油机车